# 山本文彦
山本文彦（やまもと ふみひこ、1937年2月16日 - ）は、日本の洋画家、筑波大学名誉教授、日本藝術院会員、美術団体の一般社団法人二紀会常任理事である。茨城県牛久市在住。

## 経歴
1937年に東京で生まれる。疎開によって約10年間、現在の長野県佐久市で過ごした。長野県野沢北高等学校を経て、1961年東京教育大学 (現在の筑波大学) 教育学専攻科芸術専攻修了。1961年千葉県立長生高等学校教諭となる。1969年山口大学助教授となる。1985年筑波大学芸術学系教授となる。1996年NHK教育テレビ 趣味百科「油絵を描く」の講師となる。2000年定年退官し、筑波大学名誉教授となる。2010年日本藝術院会員となる。

## 主な受賞歴
1958年二紀展初入選。1970年第5回昭和会展で林武賞 (日動画廊) を受賞。1971年第14回安井賞展で安井賞を受賞。1975年二紀展宮本賞を受賞。1976年兵庫県立美術館金山平三賞、第30回記念二紀展で文部大臣賞を受賞。1981年第35回記念二紀展で内閣総理大臣賞を受賞。1992年第10回宮本三郎記念賞を受賞。2010年『樹想』で日本芸術院賞・恩賜賞を受賞。2011年 (平成23年) 11月茨城県から県勢の発展に特に著しい功績があったとして特別功績者表彰を受ける。2020年2月29日紺綬褒章。

## 主な個展歴
- 山本文彦油絵展 (1990年 日本橋三越本店) [1]
- 山本文彦展 (1997年 日動画廊)
- 山本文彦油絵展 (東京展: 2007年8月28日 - 9月3日 日本橋三越本店、高松展: 2008年1月29日 - 2月4日 高松三越) [1]
- 日本芸術院会員就任記念 山本文彦名誉教授洋画自選展 (2012年4月3日 - 6月10日、筑波大学アートスペース) [2]
- 山本文彦展 (2012年11月28日 - 12月4日 日本橋三越本店)
- 特別企画展 山本文彦展 (2014年7月19日 - 9月15日、佐久市立近代美術館) [5][8]

## 著書
- 『 こどもの日々 山本文彦石版画集 』 大阪フォルム画廊刊 (1976)
- 『 山本文彦の静物デッサン (アート・テクニック・ナウ) 』 河出書房新社 (1977年) [1]
- 『 かたちをえがく(子ども美術館 第28巻) 』 ポプラ社刊 (1986年) [1]
- 『 油絵を描く(NHK趣味入門) 』 日本放送出版協会刊 (1996年) [1]
- 『 油絵 (NHK趣味入門 ) 』 日本放送出版協会刊 (1998年) [1]